# Paula Bzura
Paula Bzura (ur. 4 września 1990 w Białymstoku) – polska łyżwiarka szybka startująca w short tracku, olimpijka, medalistka mistrzostw Europy.

## Kariera sportowa
Startowała na Igrzyskach w Vancouver. W biegu na 1000 metrów zajęła 14. miejsce. W biegu na 1500 metrów zajęła 33. miejsce.
20 stycznia 2013 roku podczas Mistrzostw Europy w Short Tracku 2013 zdobyła brązowy medal w biegu sztafetowym kobiet, reprezentując Polskę wspólnie z Patrycją Maliszewską, Natalią Maliszewską, Aidą Bellą oraz Martą Wójcik (Wójcik biegła tylko w eliminacjach).

## Rekordy życiowe
- 500 m      44,930 s (23 stycznia 2010 w Dreźnie)
- 1000 m    1:31,312 s (15 listopada 2013 w  Kolomna)
- 1500 m    2:23,818 s (19 marca 2010 w Sofii)
- 3000 m    5:08,838 s (uzyskany 20 października 2013 w Bormio)